# Tužice
Tužice (německy Tuschitz) jsou obec v okrese Klatovy v Plzeňském kraji. Žije zde 86 obyvatel.

## Historie
První písemná zmínka o obci pochází z roku 1381.

## Obyvatelstvo
| Rok            | 1869 | 1880 | 1890 | 1900 | 1910 | 1921 | 1930 | 1950 | 1961 | 1970 | 1980 | 1991 | 2001 | 2011 | 2021 |
| -------------- | ---- | ---- | ---- | ---- | ---- | ---- | ---- | ---- | ---- | ---- | ---- | ---- | ---- | ---- | ---- |
| Počet obyvatel | 175  | 172  | 177  | 169  | 168  | 188  | 191  | 140  | 126  | 115  | 115  | 91   | 79   | 88   | 93   |
| Počet domů     | 23   | 26   | 26   | 27   | 28   | 29   | 31   | 29   | 28   | 28   | 26   | 26   | 25   | 26   | 27   |

## Obecní správa
Mezi lety 1850–1907 Tužice patřily jako osada obce k Zavlekovu v okrese Klatovy. V letech 1907–1960 byly obcí v okrese Klatovy (1907–1930), poté v okrese Horažďovice (1950) a později opět v okrese Klatovy. Od roku 1961 do 31. prosince 1993 patřily znovu jako část obce k Zavlekovu a od 1. ledna 1994 jsou opět samostatnou obcí.

### Obecní symboly
Znak a vlajka byly obci uděleny rozhodnutím předsedkyně Poslanecké sněmovny Parlamentu České republiky dne 12. července 2023.

## Galerie

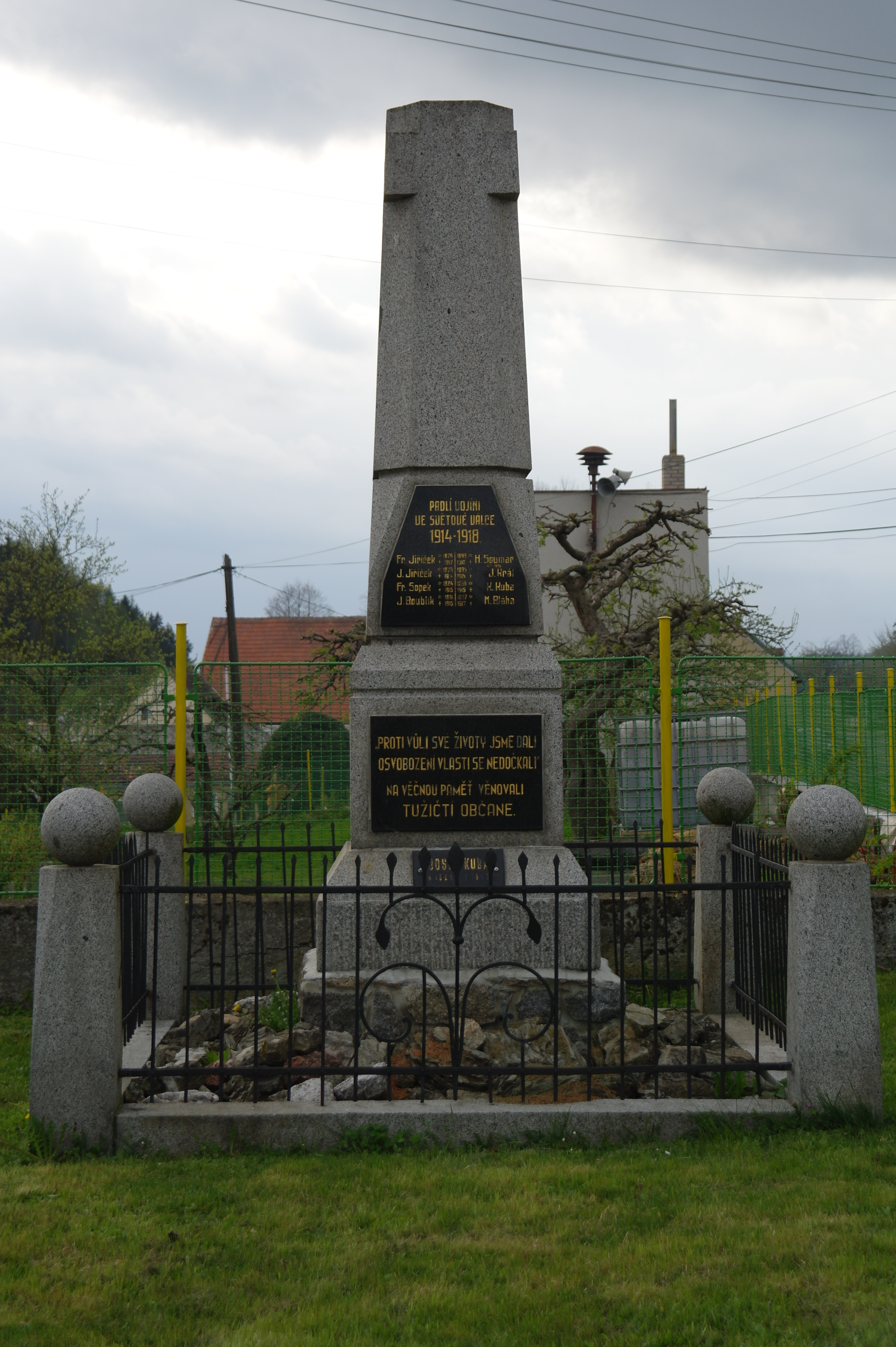
Pomník
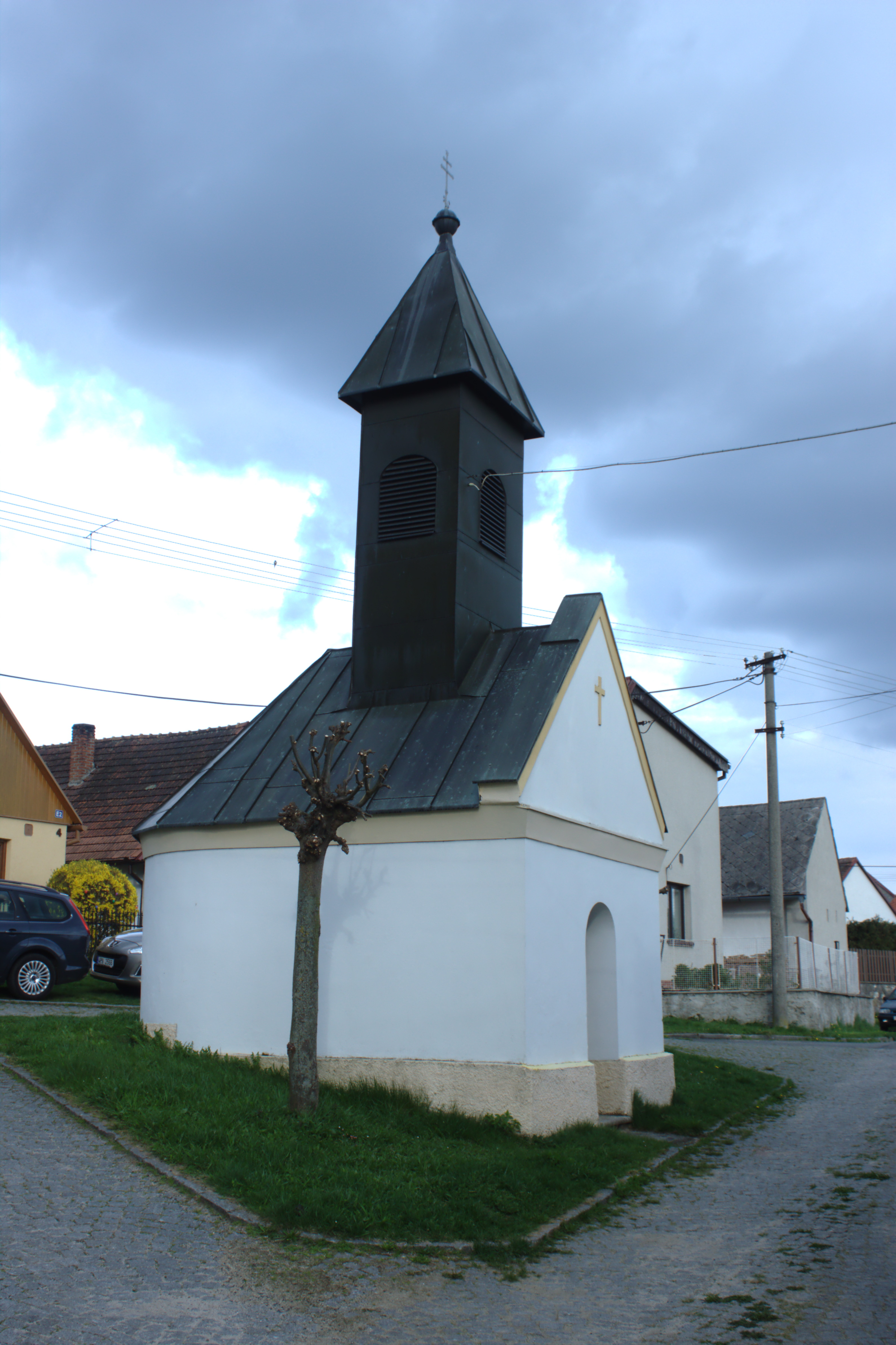
Kaple
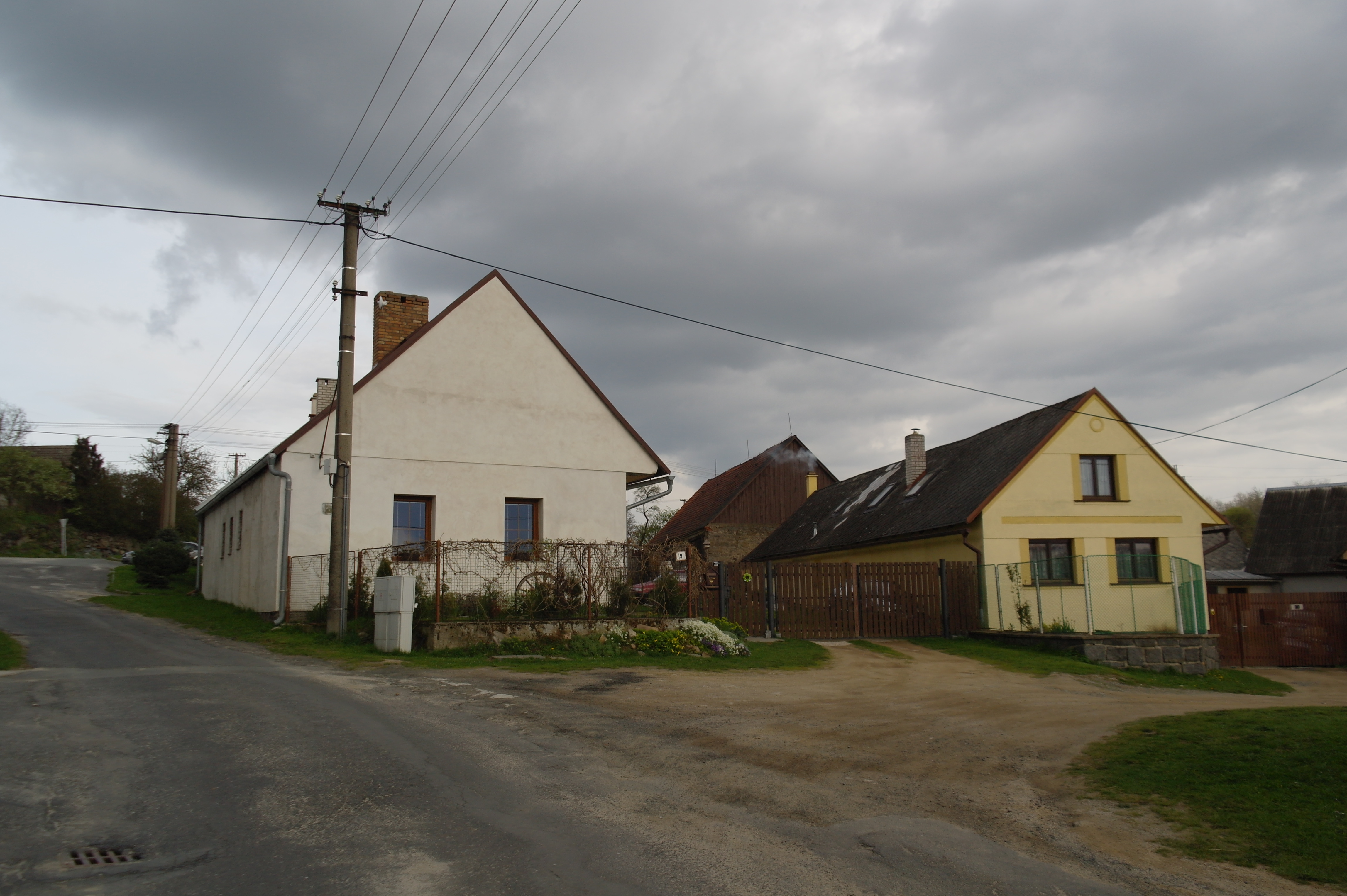
Domy ve vesnici